# Ministerio de Justicia y del Derecho
El Ministerio de Justicia y del Derecho (Minjusticia) es un ministerio de Colombia que tiene como objetivo, dentro del marco de sus competencias, formular, adoptar, dirigir, coordinar y ejecutar la política pública en materia de ordenamiento jurídico, defensa y seguridad jurídica, acceso a la justicia formal y alternativa, lucha contra la criminalidad, mecanismos judiciales transicionales, prevención y control del delito, asuntos carcelarios y penitenciarios, promoción de la cultura de la legalidad, la concordia y el respeto a los derechos; la cual se desarrollará por medio de la institucionalidad que comprende el Sector Administrativo.
El Ministerio de Justicia y del Derecho coordinará las relaciones entre la rama Ejecutiva, la Judicial, el Ministerio Público, los organismos de control y demás entidades públicas y privadas para el desarrollo y consolidación de la política pública en materia de la justicia y del derecho colombiano.

## Historia
En el gobierno de Carlos Holguín Mallarino por medio de la Ley 13 de 1890 se reestructuró el Estado con la creación de un nuevo Ministerio para un total de 8. A los cuatro años de creado en como una entidad administrativa encargada de la vigilancia y auxilio de la Rama Judicial, fue suprimido en 1894, por medio del Decreto 11 de 1894 que también eliminó al Ministerio de Fomento al parecer por iniciar y tramitar una investigación sobre la ejecución de los contratos celebrados para la construcción de los ferrocarriles de Antioquia y de Santander.
Durante el gobierno de Mariano Ospina Pérez ante la necesidad de imprimir una verdadera técnica a la realidad judicial, el 21 de diciembre de 1945, se dio vida nuevamente al Ministerio, dándole como funciones la vigilancia y control del funcionamiento del Órgano Judicial; los establecimientos de detención, pena y medidas de seguridad; la Policía Judicial, y los demás asuntos que le asigne la ley, relacionados con la administración de justicia, la represión y la prevención de la delincuencia, y la reforma de la legislación civil y penal.
Durante el Frente Nacional se reorganizó la estructura del ministerio en 1964 se determinó la creación de las penitenciarias, colonias agrícolas y cárceles de cabecera de Distrito Judicial, cuya dirección y administración estaba bajo la tutela del Ministerio de Justicia. En 1973, empezó a regir en el país el primer Estatuto para la Prevención y Depresión de la Producción, tráfico y consumo de estupefacientes, y se creó el Consejo Nacional de Estupefacientes y la Oficina de Estupefacientes del Ministerio de Justicia.
Tras una nueva reorganización, se asignaron como funciones al Ministerio de Justicia y del Derecho de Colombia, formular la política de Estado en materia de justicia; realizar investigaciones socio-jurídicas y criminológicas para determinar la eficacia de la legislación vigente o propiciar su reforma; prestar a la Rama Jurisdiccional y a la Dirección General de Instrucción criminal los auxilios administrativos, técnicos, científicos y económicos necesarios para el ejercicio de sus funciones y cumplimiento de las providencias; organizar, administrar y vigilar los establecimientos de detención y preparar medidas de tratamiento y rehabilitación de la población carcelaria y penitenciaria; atender la correcta y eficaz prestación de los servicios de notariado y registro.
En el año 2003, a través de la Ley 790 de 2002, se dio paso a la fusión del Ministerio del Interior y de Justicia y del Derecho. Este proceso permitió renovar y modernizar la estructura de la rama ejecutiva del orden nacional, con la finalidad de garantizar la adecuada atención de los ciudadanos. Durante el primer periodo de Álvaro Uribe se nombró como Ministro del Interior y encargado de Justicia a Fernando Londoño después de la Ley 790 de 2002 asumió el cargo como Ministro del Interior y Justicia hasta la nueva separación.
El 11 de agosto de 2011, el presidente de la República Juan Manuel Santos, firmó el Decreto 2897 que revivió esta cartera ministerial, pues en virtud del artículo 1 de la Ley 1444 de 2011, se escindieron del Ministerio del Interior y de Justicia los objetivos y funciones asignadas al despacho del viceministro de Justicia y del Derecho, y de las dependencias a su cargo.

## Ministros
| Periodo     | Ministro (a)              | Gobierno                  |
| ----------- | ------------------------- | ------------------------- |
| 1954-1957   | Gabriel París             | Gustavo Rojas Pinilla     |
| 1954 – 1956 | Luis Caro Escallon        | Gustavo Rojas Pinilla     |
| 1956        | Pedro Manuel Arenas Osses | Gustavo Rojas Pinilla     |
| 1956 - 1957 | Luis Carlos Giraldo       | Gustavo Rojas Pinilla     |
| 1957        | Gral. Alfredo Duarte Blum | Junta Militar de Colombia |
| 1957        | José María Villareal      | Junta Militar de Colombia |
| 1958        | Fernando Isaza            | Junta Militar de Colombia |
| 1958        | Rodrigo Noguera Laborde   | Junta Militar de Colombia |
| 1958 – 1960 | Germán Zea Hernández      | Alberto Lleras Camargo    |
| 1960        | Alfredo Araújo Grau       | Alberto Lleras Camargo    |
| 1960        | Ignacio Reyes Posada      | Alberto Lleras Camargo    |
| 1960        | Eliseo Arango             | Alberto Lleras Camargo    |
| 1960        | Víctor Mosquera Chaux     | Alberto Lleras Camargo    |
| 1960 – 1962 | Vicente Laverde Aponte    | Alberto Lleras Camargo    |

| Periodo                                         | Ministro (a)                         | Partido             | Presidente              |
| ----------------------------------------------- | ------------------------------------ | ------------------- | ----------------------- |
| 7 de agosto de 1962 – 7 de agosto de 1963       | Héctor Charry Samper                 | Partido Liberal     | Guillermo León Valencia |
| 7 de agosto de 1963 – 8 de enero de 1965        | Alfredo Araújo Grau                  | Partido Conservador | Guillermo León Valencia |
| 8 de enero de 1965 – 1 de septiembre de 1965    | Raimundo Emiliani Román              | Partido Conservador | Guillermo León Valencia |
| 1 de septiembre de 1965 – 7 de agosto de 1966   | Francisco Posada de la Peña          | Partido Conservador | Guillermo León Valencia |
| 7 de agosto de 1966 – 27 de marzo de 1967       | Hernán Salamaca                      | Partido Liberal     | Carlos Lleras Restrepo  |
| 27 de marzo de 1967 – 14 de abril de 1968       | Darío Echandía                       | Partido Liberal     | Carlos Lleras Restrepo  |
| 14 de abril de 1968 – 7 de agosto de 1970       | Fernando Hinestrosa                  | Partido Liberal     | Carlos Lleras Restrepo  |
| 7 de agosto de 1970 – 13 de abril de 1973       | Miguel Escobar Méndez                | Partido Conservador | Misael Pastrana         |
| 13 de abril de 1973 – 7 de agosto de 1974       | Jaime Castro Castro                  | Partido Liberal     | Misael Pastrana         |
| 7 de agosto de 1974 – 7 de agosto de 1978       | Alberto Santofimio                   | Partido Liberal     | Alfonso López Michelsen |
| 7 de agosto de 1978 – 14 de mayo de 1980        | Hugo Escobar Sierra                  | Partido Conservador | Julio César Turbay      |
| 14 de mayo de 1980 – 7 de agosto de 1982        | Felio Andrade Manrique               | Partido Conservador | Julio César Turbay      |
| 7 de agosto de 1982 – 7 de agosto de 1983       | Bernardo Gaitán Mahecha              | Partido Conservador | Belisario Betancur      |
| 7 de agosto de 1983 – 30 de abril de 1984       | Rodrigo Lara Bonilla                 | Partido Liberal     | Belisario Betancur      |
| 1 de mayo de 1984 – 7 de agosto de 1986         | Enrique Parejo González              | Partido Liberal     | Belisario Betancur      |
| 7 de agosto de 1986 – 7 de septiembre de 1987   | José Manuel Arias Carrizosa          | Partido Liberal     | Virgilio Barco          |
| 7 de septiembre de 1987 – 10 de agosto de 1989  | Enrique Low Murtra                   | Partido Conservador | Virgilio Barco          |
| 10 de agosto de 1989 – 7 de agosto de 1990      | Mónica de Greiff                     | Partido Liberal     | Virgilio Barco          |
| 7 de agosto de 1990 – 7 de agosto de 1991       | Jaime Giraldo Ángel                  | Partido Liberal     | César Gaviria           |
| 7 de agosto de 1991 – 29 de junio de 1992       | Fernando Carrillo Flórez             | Partido Liberal     | César Gaviria           |
| 29 de junio de 1992 – 7 de agosto de 1994       | Andrés González Díaz                 | Partido Liberal     | César Gaviria           |
| 7 de agosto de 1994 – 7 de agosto de 1996       | Néstor Humberto Martínez             | Partido Liberal     | Ernesto Samper          |
| 7 de agosto de 1996 – 7 de agosto de 1997       | Carlos Medellín Becerra              | Partido Liberal     | Ernesto Samper          |
| 7 de agosto de 1997 – 7 de agosto de 1998       | Alma Beatriz Rengifo                 | Partido Liberal     | Ernesto Samper          |
| 7 de agosto de 1998 – 7 de agosto de 1999       | Parmenio Cuéllar                     | Partido Liberal     | Andrés Pastrana         |
| 7 de agosto de 1999 – 7 de agosto de 2002       | Rómulo González Trujillo             | Partido Conservador | Andrés Pastrana         |
| 7 de agosto de 2002 – 11 de junio de 2011       | Unido con el Ministerio del Interior | --                  | Álvaro Uribe Vélez      |
| 11 de junio de 2011 – 12 de julio de 2012       | Juan Carlos Esguerra                 | Partido Liberal     | Juan Manuel Santos      |
| 12 de julio de 2012 – 13 de septiembre de 2013  | Ruth Stella Correa                   | Partido Liberal     | Juan Manuel Santos      |
| 13 de septiembre de 2013 – 11 de agosto de 2014 | Alfonso Gómez Méndez                 | Partido Liberal     | Juan Manuel Santos      |
| 11 de agosto de 2014 – 23 de abril de 2016      | Yesid Reyes                          | Partido Liberal     | Juan Manuel Santos      |
| 25 de abril de 2016 – 1 de marzo de 2017        | Jorge Eduardo Londoño                | Alianza Verde       | Juan Manuel Santos      |
| 9 de marzo de 2017 – 7 de agosto de 2018        | Enrique Gil Botero                   | Partido Conservador | Juan Manuel Santos      |
| 7 de agosto de 2018 – 16 de mayo de 2019        | Gloria María Borrero                 | Independiente       | Iván Duque              |
| 16 de mayo de 2019 – 18 de agosto de 2020       | Margarita Cabello Blanco             | Centro Democrático  | Iván Duque              |
| 24 de agosto de 2020 – 5 de octubre de 2020     | Javier Sarmiento                     | Independiente       | Iván Duque              |
| 5 de octubre de 2020 – 7 de agosto de 2022      | Wilson Ruiz Orejuela                 | Centro Democrático  | Iván Duque              |
| 7 de agosto de 2022 - 1 de julio de 2024        | Néstor Osuna                         | Partido Liberal     | Gustavo Petro           |
| 1 de julio de 2024 - 14 de mayo de 2025         | Angela María Buitrago Ruíz           | Independiente       | Gustavo Petro           |
| 13 de junio de 2025 - En el cargo               | Luis Eduardo Montealegre             | Independiente       | Gustavo Petro           |

## Normatividad
El Ministerio de Justicia y del Derecho se rige por el Decreto 1069 de 2015 (29 de mayo) Decreto Único Reglamentario del Sector Administrativo del Sector Justicia y del Derecho